# Aéroport d'Ibadan

L'aéroport d'Ibadan (code IATA : IBA • code OACI : DNIB) est un aéroport desservant Ibadan, la capitale de l'État d'Oyo et l'une des villes les plus peuplées du Sud-Ouest du Nigéria. 
Des vols intérieurs desservent Abuja et Lagos. 

## Situation
| Uyo Katsina Owerri Asaba Kaduna Maiduguri Port · Harcourt Int. P. Harcourt · Ville Kano Lagos Abuja Sokoto Enugu Akure Bauchi Benin Dutse Ibadan Ilorin Jalingo Makurdi Calabar Warri Jos Yola |

## Compagnies et destinations
| Compagnies           | Destinations                             |
| -------------------- | ---------------------------------------- |
| Air Peace            | Abuja-N. Azikiwe                         |
| Overland Airways     | Abuja-N. Azikiwe, Lagos-Murtala Muhammed |
| Green Africa Airways | Lagos-Murtala Muhammed                   |

Édité le 14/03/2023  Actualisé le 9/11/2023